# Higashiōsaka
Higashiōsaka (jap. 東大阪市 Higashi-Ōsaka-shi) – miasto w Japonii, na wyspie Honsiu, w prefekturze Osaka.

## Położenie
Miasto leży we wschodniej części prefektury. Graniczy z:
- Osaką
- Daitō
- Yao
- Ikomą

## Historia
Higashiōsaka (Higashi-Ōsaka) otrzymała status miasta szczebla -shi (市) w dniu 1 lutego 1967 roku. Powstała z połączenia trzech miasteczek: Fuse (布施), Kawachi (河内) i Hiraoka (枚岡).

## Przemysł
W tym mieście rozwinął się przemysł: papierniczy, maszynowy, gumowy, chemiczny, materiałów budowlanych oraz włókienniczy.

## Miasta partnerskie
- Stany Zjednoczone: Glendale – od 1960,
- Niemcy: Berlin-Mitte (od 1959)